# Эйб, Альбрехт фон
Альбрехт фон Эйб (нем. Albrecht von Eyb; 24 августа 1420, Бургобербах — 24 апреля 1475, Айхштетт) — немецкий гуманист, священник и писатель XV века.

## Биография
Альбрехт фон Эйб родился в благородной франконской фамилии 24 августа 1420 года.
По окончании курса наук он получил диплом доктора прав, впоследствии был архидиаконом в Вюрцбурге, каноником в Бамберге и Эйхштадте, камергером папы римского Пия II.
Согласно «ЭСБЕ»: Эйб принадлежит к лучшим прозаикам своего времени: особенною известностью пользовалась его «Ehestandsbuch» («Ob ainem manne sey zu nemen eine Eelichs Weib oder nit»), которую он написал в 1472 году и которая в том же году была отпечатана многими изданиями и впоследствии неоднократно переиздавалась. Он включил в её содержание много повестей. Как «Ehestandsbuch», так и второе, главное произведение его, «Spiegel der Sitten» (Аугсбург, 1511), содержат в себе наставления, касающиеся практической житейской мудрости.
Кроме того, Эйб перевел две комедии Тита Макция Плавта «Menächmen» и «Вассhides» (напечатано в прибавлении к «Spiegel der Sitten») и переделал комедию итальянца Угелини «Philegema». В своих переводах на немецкий язык он следовал принципу своего современника Генриха Штейнхевеля: «передавать оригинал надо не слово за словом, а смысл за смыслом».
Язык переводов Альбрехта фон Эйба отличался большой свободой, простотой и стремлением максимально воспроизвести и передать читателю идеи подлинника. Эйб старался максимально приблизить речь персонажей комедий Плавта к обыденной немецкой лексике, для чего Альбрехт нередко вводил в текст немецкие пословицы, народные поговорки, бытовую речь и, порой, даже «онемечивал» оригинал, заменяя в нём латинские имена и звания (должности) на германские.
Альбрехт фон Эйб скончался 24 июля 1475 года.